# 殺手47
殺手47是一名在《刺客任務系列》遊戲中的虛構角色和主角，該角色一直是由大衛·貝特森配音。

## 人物形象

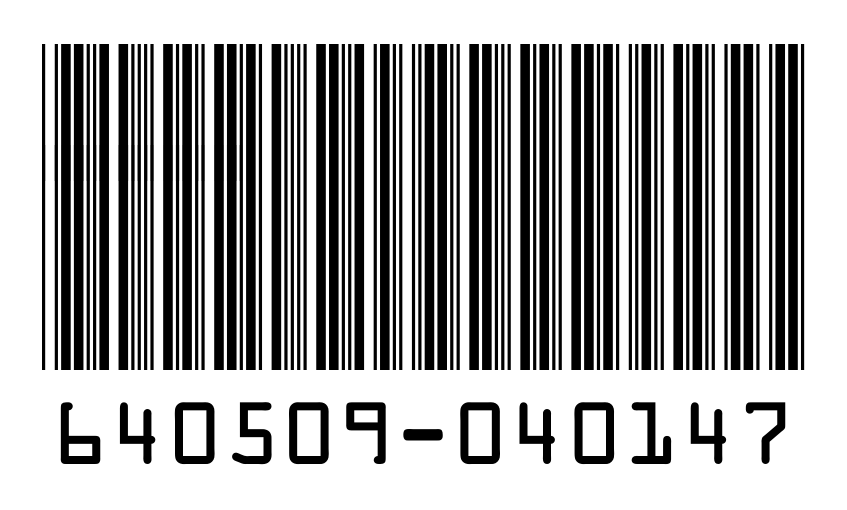
47脑后的条形码

47的特徵是他的光頭，在腦後紋上的條碼與數字640509-040147是他被實驗室創造出來後所賦予的代號，64-05-09代表他出生的日期，為1964年9月5日，後面的04意為他是計畫的主持人奧托·奧特梅耶教授的複製計畫第四個系列，01的意味不明，最後的47則表示他是該系列被複製出的47號產品。
在《刺客任務：赦免》中，揭露了47的身高為188公分，而在小說《刺客任務：內敵》裡則表示47的體重為85公斤。
47的經典服裝打扮是一套合身的黑西裝、白襯衫加上紅色領帶、領帶夾，與一副黑色皮手套。

## 在遊戲中的表現

### 早期生活
1950年代，奧托·沃夫岡·奧特梅耶博士（Otto Wolfgang Ort-Meyer）——一個有著非凡頭腦的科學家、與其他四名同在法國外籍兵團服役的男子：李洪——一個反應過人的劍術大師、巴勃羅·貝利薩里奧·奧喬亞（Pablo Belisario Ochoa）——有著異於常人的體能與耐力，和對槍傷的耐性、佛朗茲·富克斯（Frantz Fuchs）——爆破與潛行專家、阿爾卡季·葉戈羅夫（Arkadij Jegorov）——有著過人聽力與神秘的感知能力，能發現遠處的威脅。他們彼此之間很快的就成了好友，奧特梅耶博士向他們訴說了自己的夢想——打造一個經過基因改造、具備完美素質的優秀複製人來成為一個戰士與殺手，於是在眾人退役後，其他四人負責提供財力，並將各自的基因提供給博士，由他負責製造出具有五人的優點的複製人戰士軍隊。
經過長年的研究，在1964年9月5日，47就這樣在奧特梅耶博士的試驗室中誕生，並與其他的「兄弟」一起接受博士主導的訓練。

### 訓練生涯
不過47從小就與其他的「兄弟」不同，他表現出了其他兄弟所不具備的感情，還對管制、體檢等必需的實驗項目顯得抗拒。1989年時他曾與和他關係最好的「兄弟」實驗體6號一起策畫和施行了一次組織其餘複製人對保全人員的反抗，只是這次的反叛最後失敗，大部分的複製人被殺，47掩護了6號逃走，重傷的他則在主導實驗的神意密會的命令下與其他複製人一起被迫接受了消除情感的實驗。
不過消除情感的手術使其他複製人逐漸喪失生存動力，只有47依舊保持高效冷靜，但他對執行任務有種病態的執著，甚至出手殺死了其他喪失生存意志的兄弟，認為這是讓他們解脫的唯一方式。

### 逃亡
由於複製人的大量死亡和不良反應，在幕後支持的神意密會認為奧特梅耶博士的計畫已然失敗，他們要求博士將唯一的成品47交出。不願放手自己最高傑作的奧特梅耶博士於是假意答應，然後偷偷用洗腦方式消除了47的記憶，並引導他逃離實驗室。
因為實驗的失敗，奧特梅耶博士與另外四名支持者產生了矛盾，於是博士便趁機利用逃亡中的47，讓47去解決他們。

### 工作
47在1998年逃亡後到加入ICA之前的時間段經歷過什麼仍是不明，直到1999年年底，ICA在巴黎準備執行一次針對目標的暗殺計畫時，47突然出現並殺死了四名準備施行計畫的ICA特務，後利用一場車禍意外殺死了目標。原来，47在逃亡後成为了一名自由殺手，并接受了另一位對ICA的目標有敵意的雇主雇傭。當時負責主持行動的ICA經理人黛安娜·伯恩伍德為了將功贖罪，於是跟上了47，她邀请47加入ICA，而47也同意了。
不過，ICA的董事會成員、前任特務，當時負責招募特務工作的埃里希·索德斯反對讓47加入，因為以ICA的情報蒐集能力，卻收集不到47的任何情報，於是索德斯決定將加入的測驗難度調整至最高，試圖讓47無法通過測驗，但47在黛安娜的暗中相助下通過了試驗，並成功了加入了ICA。

### 性格與道德觀
在遊戲中被47刺殺的目標都是些窮凶極惡的惡人或是一些社會上的敗類，但47曾對其聯絡人黛安娜表示他不嗜殺，不過殺人並不會帶給他心理上的壓力，不殺死特定目標以外的人只是想證明自己的暗殺技術特別高超，但必要的話他也會下手殺害那些無關的人物。
雖然道德觀念薄弱，但47並非是個沒有良知的反社會人格者，他有自己的一套基準，並對弱者與孩童會表現出一定的同情心態。在《杀手2：沉默刺客》中，他曾向维托里奥神父忏悔。在《杀手：赦免》的开头，47被派去刺杀他的联络人戴安娜·伯恩伍德，而他在准备开枪前听了后者的解释并承诺保护克隆人少女维多利亚。
47對自己的刺客生涯充滿了榮譽感，同時也很自負於這方面的才能，所以他不會接受那些「看起來毫無挑戰」的刺殺工作。
相較其他的「兄弟」，47在青少年時期顯得不是那麼的服從管制，奧特梅耶博士認為這是47對自由的渴望十分強烈的緣故。

### 能力
由於經過了基因改造，從首款遊戲中登場後，到系列作時間點十多年後的《刺客任務：赦免》時，其外貌幾乎沒有什麼明顯的變化，據遊戲中其他人物表示他看起來大約在35歲左右。
47的肉體時常能保持在最巔峰的狀態，在《刺客任務》中於序章加入ICA的測驗中，其體檢報告顯示他能在36分39秒內跑完10公里的雪地越野、被槍射擊後還能保持長時間的清醒與行動能力，並在獲得醫療處理後的幾個小時就能迅速恢復狀態、感知能力過人，可以在隔著牆壁的情況下察覺其他人的動態、記憶力與思維能力超群，能從細枝末節之處找出關鍵、能在無防護狀態下攀爬管道、岩石，也能輕鬆跳過陽台。
從青少年時期開始，47就被奧特梅耶博士有計畫的加以訓練，加上其過人的體能使他能無視反作用力，使他能自由地運用狙擊槍或重型機槍，並能穩定的雙持手槍射擊。
為了快速且有效的擊倒目標，47的格鬥風格顯得簡單有效，並能活用手邊能拿到的各種工具來應戰。
47精通人體解剖，讓他在進行審訊時能使用高效的刑訊手段，他也擅長使用藥物——尤其是那些用來致人於死的。
為了能順利在世界各地進行任務，47能流利地使用各國語言，加上其強悍的記憶力使他在必要時能讓這份擅長語言名單添加更多成果，不過47承認自己不擅長中文。
47是個全面且熟練的駕駛員，除了一般的汽車，他還能駕駛公車、大型卡車，直升機與私人飛機、快艇等。
47最精擅的能力是他的偽裝技巧，為了能確實接近目標，他有著足以擔任調酒師、鼓手、技工、服務生、廚師、醫生等各行各業的專業技能，而比起遊戲中簡單的換裝，在小說中47有著更多更複雜的偽裝準備。

### 生活起居
47與他人交流時總是用著禮貌但乏味的外交辭令，他並不完全是個沉默寡言的人，不過只會用最精準有效的方式進行對話。而在執行任務的過程中47則會根據偽裝的身分與當時的情況做出適當的回應。不過根據奧特梅耶博士的觀察，47在對話時會使用諷刺意味濃厚的雙關語。
47並不是完全沒有朋友，被他承認是朋友的人有聯絡人黛安娜、《刺客任務2：無聲殺手》中收留了47的維托里奧神父、《刺客任務：赦免》中的女孩維多利亞等，但是他不承認老是被自己所救的卡爾頓·史密斯特務是自己的好友。
47很在意酬勞金額的高低，也很享受這些酬金帶來的奢華生活，像是精美的食物、昂貴的服裝（例如其代表性的黑色西装即是高级定制品），但除了這些開支外，其他的酬金他都會捐贈給教會或作為其他慈善用途上。
在47短暫離開ICA的期間（刺客任務2：無聲殺手），他在神父的引導下曾接受過天主教的信仰，雖然回歸ICA後47就放棄了自己的信仰，但這也影響了他日後會捐助教會的行為，偶爾在任務中收留的人也會因此安排到教會進行安置。

## 改編電影
- Hitman（2007）：由蒂莫西·奧利芬特主演。
- Hitman: Agent 47（2015）：由魯伯特·佛列德主演[4]。

## 外部連結
- Official Hitman website （页面存档备份，存于）